# Бельвалия
Бельвалия, или Беллевалия (лат. Bellevalia) — род цветковых однодольных растений подсемейства Пролесковые семейства Спаржевые (Asparagaceae).
Род назван в честь Пьера Рише де Бельваля, основателя Ботанического сада в городе Монпелье во Франции.
Более 60 видов.

## Распространение
Турция (около двенадцати видов), Израиль (двенадцать видов), Иран, Афганистан, Пакистан, Россия (Кавказ), Крым (два вида), Туркмения.
Естественно произрастает на сухих степных участках, каменистых склонах гор в субальпийском и альпийском поясах.

## Ботаническое описание
Многолетнее луковичное растение с ланцетными листьями у основания или в прикорневой розетке.
Соцветие кисть.
Цветки трубчато-колокольчатые, с прямыми зубцами, без перехвата в зеве. Цвет белый, кремовый до коричневого, реже от голубого до фиолетового.
Тычинок 6, расположены в один ряд и прикреплены к зеву околоцветника.
Завязь трехгнёздная, с продолговатым столбиком и притупленным рыльцем.
Плод — трехстворчатая коробочка.
Семена гладкие, с сизоватым налетом. Цветет в мае. Размножается семенами.

## Виды
По данным The Plant List, род включает 65 видов. :
- Bellevalia anatolica B.Mathew & Özhatay
- Bellevalia assadii Wendelbo
- Bellevalia aucheri (Baker) Losinsk.
- Bellevalia brevipedicellata Turrill
- Bellevalia ciliata (Cirillo) T.Nees
- Bellevalia clusiana Griseb.
- Bellevalia crassa Wendelbo
- Bellevalia cyanopoda Wendelbo
- Bellevalia cyrenaica Maire & Weiller
- Bellevalia decolorans Bornm.
- Bellevalia densiflora Boiss.
- Bellevalia desertorum Eig & Feinbrun
- Bellevalia dolicophylla Brullo & Miniss.
- Bellevalia douinii Pabot & Mouterde
- Bellevalia dubia (Guss.) Schult. & Schult.f.
- Bellevalia edirnensis Özhatay & B.Mathew
- Bellevalia eigii Feinbrun
- Bellevalia feinbruniae Freitag & Wendelbo
- Bellevalia flexuosa Boiss. — Бельвалия извитая
- Bellevalia fominii Woronow
- Bellevalia galitensis Bocchieri & Mossa
- Bellevalia glauca (Lindl.) Kunth
- Bellevalia gracilis Feinbrun
- Bellevalia hermonis Mouterde
- Bellevalia heweri Wendelbo
- Bellevalia hyacinthoides (Bertol.) K.Perss. & Wendelbo — Бельвалия гиацинтовидная
- Bellevalia koeiei Rech.f.
- Bellevalia kurdistanica Feinbrun
- Bellevalia leucantha K.Perss.
- Bellevalia lipskyi (Miscz.) Wulff.
- Bellevalia longipes Post
- Bellevalia longistyla (Miscz.) Grossh. — Белльвалия длинностолбчатая
- Bellevalia macrobotrys Boiss.
- Bellevalia mathewii Özhatay & Koçak
- Bellevalia mauritanica Pomel
- Bellevalia modesta Wendelbo
- Bellevalia montana (K.Koch) Boiss.
- Bellevalia mosheovii Feinbrun
- Bellevalia multicolor Wendelbo
- Bellevalia nivalis Boiss. & Kotschy
- Bellevalia olivieri (Baker) Wendelbo
- Bellevalia palmyrensis Feinbrun
- Bellevalia paradoxa (Fisch. & C.A.Mey.) Boiss. — Бельвалия странная
- Bellevalia parva Wendelbo
- Bellevalia pelagica C.Brullo, Brullo & Pasta
- Bellevalia rixii Wendelbo
- Bellevalia romana (L.) Sweet — Бельвалия римская, синоним — Bellevalia operculata Lapeyr. typus
- Bellevalia romana (L.) Sweet — Бельвалия римская
- Bellevalia salah-eidii Täckh. & Boul.
- Bellevalia saviczii Woronow
- Bellevalia sessiliflora (Viv.) Kunth
- Bellevalia shiraziana Parsa
- Bellevalia sitiaca Kypriotakis & Tzanoud.
- Bellevalia speciosa Woronow ex Grossh.
- Bellevalia spicata (Raf.) Boiss.
- Bellevalia stepporum Feinbrun
- Bellevalia tabriziana Turrill
- Bellevalia tauri Feinbrun
- Bellevalia trifoliata (Ten.) Kunth
- Bellevalia tristis Bornm.
- Bellevalia turkestanica Franch.
- Bellevalia validicarpa Ponert
- Bellevalia warburgii Feinbrun
- Bellevalia webbiana Parl.
- Bellevalia wendelboi Maassoumi & Jafari
- Bellevalia zoharyi Feinbrun

## В культуре
Декоративны только виды с тёмно-синим околоцветником. Большинство же имеет околоцветник бледно-желтый или зеленовато-бурый, при отцветании буреющий. Культура такая же, как у Muscari. Посадка на открытых местах или в условиях лёгкого затенения. Размножаются семенами. Используются для альпийских горок.